# Benito Jacovitti
Benito Jacovitti, né le 19 mars 1923 à Termoli et mort le 3 décembre 1997 à Rome, est un auteur de bande dessinée italien.

## Biographie
Benito Jacovitti est né à Termoli, dans le Molise, sur la côte adriatique. Il commence à dessiner dès son plus jeune âge. Fils d'un cheminot, il entre à l'école artistique de Macerata à 11 ans et obtient son diplôme à l'institut d'art de Florence cinq ans plus tard. Son visage émacié lui vaut le surnom de « lisca di pesce » (italien : « arête de poisson »). Il utilisa cette arête dans sa signature tout au long de sa carrière.
En 1940, il commence à dessiner pour Il Vittorioso, un magazine catholique de bandes dessinées destiné aux jeunes adultes et ne publiant que des artistes italiens. Il y crée de nombreux personnages comme I tre P (Pippo, Pertica et Palla), Oreste il guastafeste, Cip l'arcipoliziotto, Chicchiricchì, Giacinto corsaro dipinto, Jack Mandolino, La signora Carlomagno… Il adapte aussi des histoires classiques comme Don Quichotte, Ali Baba ou Pinocchio et parodie des bandes dessinées classiques comme Tarzan et Mandrake (dans Mandrago). Pendant cette période, il collabore également à l'hebdomadaire satirique Il Travaso delle idee. Sa collaboration avec Il Vittorioso s'achève en 1967.
À partir de 1949, Jacovitti dessine également une série appelée I Diari Vitt pour des journaux scolaires publiés par A.V.E. Ces bandes le font connaître des parents et des enfants, et il continue cette série jusqu'en 1980. En 1956, il commence à dessiner dans le supplément hebdomadaire pour enfants du quotidien Il Giorno, où il crée deux de ses personnages les plus célèbres, le cow-boy Cocco Bill et le détective privé Tom Ficcanaso (it).
Dix ans plus tard, Jacovitti quitte Il Giorno dei ragazzi pour rentrer au Corriere dei Piccoli, un hebdomadaire pour enfants, où il reprend Cip l'arcipoliziotto et crée Zorry Kid, Tarallino Tarallà et d'autres. En 1973, il publie Gionni Peppe dans la revue linus. Dans les années 1970, il adapte également le Kamasutra avec Marcello Marchesi. En France, ses bandes dessinées ont été notamment publiées dans des journaux pour la jeunesse comme Coq Hardi, Pépito, Pim Pam Poum ou, plus rarement, Pif Gadget, mais aussi dans Charlie Mensuel ou Spirou.

## Style
Très influencé à ses débuts par Elzie Crisler Segar, Jacovitti développe progressivement un style unique, ses dessins devenant, avec le temps, de plus en plus surréalistes, dynamiques et surchargés de détails. Ses personnages sont affublés de gros nez et de grands pieds, ses cases sont remplies de petits détails, et parsemées d'objets bizarres (salamis, crayons mous, dés…) et des animaux étranges (poissons à pieds, limaçons…). Son œuvre, marquée par le goût de la parodie, est empreinte d'un humour absurde, agrémenté de jeux de mots souvent difficiles à traduire. Jacovitti n'a pas peur d'aborder des sujets, comme la satire politique et une adaptation du Kamasutra. Tout au long de sa carrière Jacovitti a créé plus de 60 personnages et publié plus de 150 livres.

## Publications
Albums en français
- Pic, publié aux éditions Dupuis en 1960
- Zorry Kid, publié aux éditions SFPI de 1970 à 1983
- Cocco Bill, publié aux Éditions Jean-Claude Lattès en 1975
- Jacky Mandoline - Joe Balardo, publié aux Éditions du Cygne en 1983
- Kamasutra, publié aux éditions Artefact en 1983
- Don Quichotte, publié aux éditions Futuropolis en 1983 (coll. 30/40)
- Pinocchio, publié aux éditions Les Rêveurs en 2009

## Prix
- 1992 :  prix Yellow-Kid « une vie consacrée au cartoon », remis par l'organisation du festival de Lucques, pour l'ensemble de son œuvre

### Documentation
- Jacky Goupil, « Magnifico Jacovitti », dans Jacky Goupil (dir.), Bande dessinée 1981-1982, Hounoux : SEDLI, 1982, p. 58-59.